# Řeka Rokytná
Řeka Rokytná este o arie protejată (arie specială de conservare — SAC, sit de importanță comunitară — SCI) din Republica Cehă întinsă pe o suprafață de 123,68 ha, integral pe uscat.

## Localizare
Centrul sitului Řeka Rokytná este situat la coordonatele 49°02′38″N 16°07′59″E / 49.043889°N 16.133056°E.

## Înființare
Situl Řeka Rokytná a fost declarat sit de importanță comunitară în aprilie 2005 pentru a proteja 2 specii de animale. Situl a fost protejat și ca arie specială de conservare în septembrie 2016.

## Biodiversitate
Situată în ecoregiunea continentală, aria protejată nu include niciun habitat protejat.
La baza desemnării sitului se află mai multe specii protejate:
- nevertebrate (1): Unio crassus
- pești (1): porcușor de șes (Romanogobio vladykovi)